# Esclerodactilia
La esclerodactilia es un engrosamiento y endurecimiento localizado de la piel de los dedos de manos y pies. La esclerodactilia se encuentra comúnmente acompañada por la atrofia de los tejidos blandos subyacentes.
El término esclerodactilia surge de la composición de dos palabras griegas, por un lado la palabra skleros que significa "duro" y por el otro daktylos, que hace referencia a los dedos de manos y pies; significa por lo tanto dedos duros.
Muchas veces se encuentra asociada a esclerodermia y a enfermedad mixta del tejido conectivo, ambos son tipos de desórdenes autoinmunes.
La esclerodactilia es también uno de los componentes del síndrome de CREST, una variante de esclerodermia (CREST es acrónimo de calcinosis, Raynaud, dismotilidad esofágica, esclerodactilia, y telangiectasia.)
En las personas afectadas los dedos se presentan fijos en una posición de semiflexión, con la piel muy tirante sobre las articulaciones. Las puntas de los dedos aparecen afiladas y los pulpejos pueden presentar ulceraciones.

## Causas
1. Esclerodermia
2. Enfermedad mixta del tejido conectivo
3. Síndrome de CREST